# DNL 2018/19
Die Saison 2018/19 war die 20. Spielzeit seit Gründung der Deutschen Nachwuchsliga, der höchsten Nachwuchsliga im deutschen Eishockey. Nach einer umfassenden Altersklassen- und Ligenreform wurde der Spielbetrieb vom U19- auf den U20-Altersbereich in drei Divisionen mit Auf- und Abstieg umgestellt.
Die Jungadler Mannheim sicherten sich im Playoff-Finale ihren 16. Meistertitel in der DNL.

## Division I

### Teilnehmer und Modus
- Jungadler Mannheim
- KEC Die Haie
- EV Landshut
- Eisbären Juniors Berlin
- Augsburger EV
- EV Regensburg
- Düsseldorfer EG
- EC Bad Tölz

Die Mannschaften der Division I spielten in einer 2,5-fach-Runde um die Qualifikation für die Playoffs (Plätze 1–6). Die nach Abschluss der Hauptrunde 7.- und 8.-Platzierten spielen mit den Platzierten 1 und 2 der Division II in einer Einfachrunde die Relegation U20 I/II.
Für einen Sieg nach der regulären Spielzeit werden einer Mannschaft drei Punkte gutgeschrieben, ist die Partie nach 60 Minuten unentschieden, erhielten beide Teams einen Punkt, dem Sieger der fünfminütigen Verlängerung (nur mit drei gegen drei Feldspielern) beziehungsweise nach einem nötigen Penaltyschießen wird ein weiterer Punkt gutgeschrieben. Verliert eine Mannschaft in der regulären Spielzeit, erhält sie keine Punkte.

### Hauptrunde
Abkürzungen: Sp. = Spiele, S = Siege, OTS = Siege nach Verlängerung, OTN = Niederlagen nach Verlängerung, N = Niederlagen; Playoff-Halbfinale, Pre-Playoffs,  Relegation Div. I/II
| Pl. | Mannschaft              | Sp | S  | OTS | OTN | N  | Tore    | Punkte |
| --- | ----------------------- | -- | -- | --- | --- | -- | ------- | ------ |
| 1.  | Jungadler Mannheim      | 35 | 28 | 1   | 2   | 4  | 198:100 | 88     |
| 2.  | Kölner Junghaie         | 35 | 24 | 2   | 1   | 8  | 167:92  | 77     |
| 3.  | EV Landshut             | 35 | 16 | 3   | 3   | 13 | 120:109 | 57     |
| 4.  | Eisbären Juniors Berlin | 35 | 17 | 1   | 2   | 15 | 122:128 | 55     |
| 5.  | Augsburger EV           | 35 | 14 | 3   | 1   | 17 | 143:149 | 49     |
| 6.  | EV Regensburg           | 35 | 14 | 1   | 1   | 19 | 119:126 | 45     |
| 7.  | Düsseldorfer EG         | 35 | 13 | 1   | 1   | 20 | 111:122 | 42     |
| 8.  | EC Bad Tölz             | 35 | 2  | 0   | 1   | 32 | 71:225  | 7      |

### Playoffs

#### Playoff-Qualifikation
Die Spiele fanden zwischen 6. März und 10. März 2019 im Modus Best-of-Three statt.
|                                         | Serie | 1                   | 2                   | 3 |
| --------------------------------------- | ----- | ------------------- | ------------------- | - |
| EV Regensburg – EV Landshut             | 0:2   | 3:7 (2:1, 0:2, 1:4) | 2:4 (1:1, 0:2, 1:1) | – |
| Augsburger EV – Eisbären Juniors Berlin | 0:2   | 2:3 (0:1, 2:1, 0:1) | 0:4 (0:1, 0:2, 0:1) | – |

Die Eisbären Juniors Berlin und die U20-Mannschaft des EV Landshut setzten sich jeweils mit 2:0 Siegen gegen ihre Konkurrenten durch.

#### Halbfinale
Die Spiele fanden zwischen 13. März und 17. März 2019 im Modus Best-of-Three statt.
|                                              | Serie | 1                              | 2                              | 3                   |
| -------------------------------------------- | ----- | ------------------------------ | ------------------------------ | ------------------- |
| Eisbären Juniors Berlin – Jungadler Mannheim | 1:2   | 5:3 (1:0, 1:2, 3:1)            | 2:3 n. V. (1:0, 0:0, 1:2, 0:1) | 1:8 (1:2, 0:2, 0:4) |
| EV Landshut – Kölner EC                      | 2:0   | 4:5 n. V. (0:1, 3:0, 1:3, 0:1) | 2:3 (2:2, 0:0, 0:1)            | –                   |

#### Finale
Die Spiele fanden am 20. und 23. März 2018 im Modus Best-of-Three statt.
|                                | Serie | 1                   | 2                   | 3 |
| ------------------------------ | ----- | ------------------- | ------------------- | - |
| Kölner EC – Jungadler Mannheim | 0:2   | 2:3 (0:2, 1:1, 1:0) | 2:6 (0:1, 2:1, 0:4) | – |

Damit verteidigten die Jungadler Mannheim ihren Meistertitel des Vorjahres und gewann ihren 16. DNL-Meistertitel der Vereinsgeschichte.

### Relegation zur Division I
| Pl. | Mannschaft      | Sp | S | OTS | OTN | N | Tore  | Punkte |
| --- | --------------- | -- | - | --- | --- | - | ----- | ------ |
| 1.  | Krefelder EV 81 | 6  | 6 | 0   | 0   | 0 | 29:11 | 18     |
| 2.  | Düsseldorfer EG | 6  | 3 | 0   | 1   | 2 | 21:21 | 10     |
| 3.  | ESV Kaufbeuren  | 6  | 2 | 0   | 0   | 4 | 20:25 | 6      |
| 4.  | EC Bad Tölz     | 6  | 0 | 1   | 0   | 5 | 16:29 | 2      |

## Division II

### Hauptrunde
Abkürzungen: Sp. = Spiele, S = Siege, OTS = Siege nach Verlängerung, OTN = Niederlagen nach Verlängerung, N = Niederlagen; Relegation Div. I/II, Saison beendet,  Relegation Div. II/III
| Pl. | Mannschaft          | Sp | S  | OTS | OTN | N  | Tore    | Punkte |
| --- | ------------------- | -- | -- | --- | --- | -- | ------- | ------ |
| 1.  | Krefelder EV 81     | 36 | 28 | 0   | 0   | 8  | 242:100 | 84     |
| 2.  | ESV Kaufbeuren      | 36 | 26 | 2   | 0   | 8  | 204:92  | 82     |
| 3.  | ERC Ingolstadt      | 36 | 26 | 2   | 0   | 8  | 185:89  | 82     |
| 4.  | Starbulls Rosenheim | 36 | 17 | 1   | 3   | 15 | 133:147 | 56     |
| 5.  | Iserlohner EC       | 36 | 14 | 5   | 3   | 14 | 117:126 | 55     |
| 6.  | ESC Dresden         | 36 | 16 | 1   | 4   | 15 | 148:139 | 54     |
| 7.  | EV Füssen           | 36 | 15 | 2   | 2   | 17 | 150:175 | 51     |
| 8.  | Schwenninger ERC    | 36 | 10 | 0   | 3   | 23 | 112:177 | 33     |
| 9.  | SC Riessersee       | 36 | 9  | 0   | 1   | 26 | 92:212  | 28     |
| 10. | ES Weißwasser       | 36 | 3  | 3   | 0   | 30 | 86:212  | 15     |

### Relegation zur Division II

#### Gruppe A
| Pl. | Mannschaft         | Sp | S | OTS | OTN | N | Tore  | Punkte |
| --- | ------------------ | -- | - | --- | --- | - | ----- | ------ |
| 1.  | EV Füssen          | 4  | 4 | 0   | 0   | 0 | 25:5  | 12     |
| 2.  | ES Weißwasser      | 4  | 2 | 0   | 0   | 2 | 17:12 | 6      |
| 3.  | ESC Moskitos Essen | 4  | 0 | 0   | 0   | 4 | 7:32  | 0      |

#### Gruppe B
| Pl. | Mannschaft              | Sp | S | OTS | OTN | N | Tore  | Punkte |
| --- | ----------------------- | -- | - | --- | --- | - | ----- | ------ |
| 1.  | SC Riessersee           | 4  | 2 | 1   | 1   | 0 | 22:15 | 9      |
| 2.  | Schwenninger ERC        | 4  | 2 | 1   | 1   | 0 | 17:12 | 9      |
| 3.  | SC Bietigheim-Bissingen | 4  | 0 | 0   | 0   | 4 | 11:23 | 0      |

## Division III

### Gruppe Nord
| Pl. | Mannschaft         | Sp | S  | OTS | OTN | N  | Tore    | Punkte |
| --- | ------------------ | -- | -- | --- | --- | -- | ------- | ------ |
| 1.  | ESC Moskitos Essen | 30 | 20 | 2   | 1   | 7  | 141:99  | 65     |
| 2.  | EHC Wolfsburg      | 30 | 15 | 4   | 2   | 9  | 149:117 | 55     |
| 3.  | EJ Kassel          | 30 | 14 | 3   | 0   | 13 | 128:126 | 48     |
| 4.  | ESV 03 Chemnitz    | 30 | 11 | 4   | 2   | 13 | 125:114 | 43     |
| 5.  | EC Bad Nauheim     | 30 | 9  | 2   | 5   | 14 | 122:151 | 36     |
| 6.  | Löwen Frankfurt    | 30 | 6  | 0   | 5   | 19 | 111:169 | 23     |

### Gruppe Süd
| Pl. | Mannschaft              | Sp | S  | OTS | OTN | N  | Tore    | Punkte |
| --- | ----------------------- | -- | -- | --- | --- | -- | ------- | ------ |
| 1.  | SC Bietigheim-Bissingen | 35 | 20 | 6   | 1   | 8  | 163:93  | 73     |
| 2.  | EV Ravensburg           | 35 | 20 | 6   | 0   | 9  | 173:106 | 72     |
| 3.  | HC Landsberg            | 35 | 19 | 4   | 4   | 8  | 160:94  | 69     |
| 4.  | EHC 80 Nürnberg         | 35 | 17 | 2   | 7   | 9  | 132:99  | 62     |
| 5.  | Deggendorfer SC         | 35 | 18 | 1   | 0   | 16 | 135:131 | 56     |
| 6.  | EC Peiting              | 35 | 15 | 1   | 4   | 15 | 96:117  | 51     |
| 7.  | Mannheimer ERC II       | 35 | 7  | 2   | 1   | 25 | 82:176  | 26     |
| 8.  | Heilbronner EC          | 35 | 2  | 0   | 5   | 28 | 64:189  | 11     |